# Alexander Dressel
Alexander Dressel (* 23. August 1971 in Berlin) ist ein deutscher Koch.

## Werdegang
Nach der Ausbildung in Trescher's Schwarzwaldhotel in Titisee ging Dressel 1992 nach Berlin zu Heinz Beck ins Restaurant Harlekin im Hotel Esplanade und folgte 1994 Beck nach Rom ins Restaurant La Pergola. Danach wechselte er ins Le Chesery nach Gstaad und in den Brückenkeller zu Frank Buchholz nach Frankfurt am Main. Anschließend ging er zum Restaurant Borchhardt in Berlin, gefolgt vom Schwarzen Adler in Kitzbühel. Danach wechselte er nach Italien zum Grand Hotel, Rimini & Castello di Velona in Montalcino.
Von Dezember 2003 bis Ende 2021 war er Küchenchef im Bayrischen Haus in Potsdam, wo das Restaurant Kabinett F.W. (nach Friedrich Wilhelm IV.) 2004 mit einem Michelinstern ausgezeichnet wurde. Seit Februar 2007 war er zudem Hoteldirektor. Im November 2009 verlor Dressel seinen Michelinstern. Ende August 2021 wurde das Hotel geschlossen.
Seit Juli 2024 ist Alexander Dressel Betriebsleiter des Restaurants Zur historischen Mühle (ehem. Mövenpick Restaurant) bei Schloss Sanssouci in Potsdam.
Ab 2013 war er der Präsident der deutschen Jeunes Restaurateurs, ab 2018 Vize-Präsident, ab 2022 für die Finanzen verantwortlich.

## Mitgliedschaften
- Relais & Châteaux
- Jeunes Restaurateurs d’Europe

## Auszeichnungen
- 2002: Newcomer des Jahres in Österreich, Gault Millau
- 2004: Aufsteiger des Jahres, Der Feinschmecker
- 2004: Ein Michelinstern (Ausgabe 2005) für das Restaurant Kabinett F.W. in Potsdam[2]
- 2007: Brandenburger Meisterkoch[9]
- 2007 und 2008: Großer Gourmetpreis Brandenburg[10]